# Tomboy (2011)
Tomboy (mesmo título no Brasil) é um filme de drama francês de 2011 escrito e dirigido por Céline Sciamma. A história segue uma criança de 10 anos em inconformidade de gênero chamada Laure que se muda para um novo bairro durante as férias de verão e experimenta sua expressão de gênero, adotando o nome Mickaël.

## Enredo
Devido ao novo emprego de seu ai, Laure (Zoé Héran), uma pré-adolescente de 10 anos, se vê obrigada a se mudar com sua mãe grávida e a irmã mais nova.
Um dia, Laure vê um grupo de garotos brincando abaixo de sua janela e sai para conhecê-los, no entanto, quando chega eles já havia saído. Ao invés disso, ela conhece Lisa (Jeanne Disson) que, devido aos cabelos curtos e roupas largas, a confunde com um menino e pergunta seu nome. Depois de pensar um pouco, Laure surge com o nome "Mickaël". Lisa então apresenta Mickaël/Laure para o resto das crianças da vizinhança, declarando que Mickaël é o garoto novo no complexo de apartamentos. Mickaël torna-se amigo das outras crianças, faz tudo o que a turma faz: joga futebol, luta para defender a irmã menor, nada de sunga e até tem um namorico com Lisa.
Com o tempo, Lisa e Mickaël se tornam mais próximos, e Lisa eventualmente beija Mickaël. Mickaël também é cada vez mais aceito pelo grupo de meninos. Um dia, enquanto brincava, Lisa maquiou o rosto de Mickaël e comenta: "Você parece bem de menina." Mickaël vai para casa escondendo o rosto sob um moletom, mas a mãe de Laure diz que gosta, encorajando-a a ser mais como uma menina.

## Elenco
- Zoé Héran... Laure/Mickaël
- Jeanne Disson... Lisa
- Malonn Lévana... Jeanne, irmã de Laure
- Sophie Cattani... Mãe de Laure
- Mathieu Demy... Pai de Laure

## Recepção
Tomboy ganhou críticas positivas. Ganhando 96% Certified Fresh no Rotten Tomatoes com um consenso dizendo: "Em sintonia com a emoção e as tribulações da infância, Tomboy é um filme encantador que trata seu assunto principal com calor e coração".